# 日本の工業に関する資格一覧
日本の工業に関する資格一覧（にほんのこうぎょうにかんするしかくいちらん）は、日本国内で実施されている、工業に関する資格試験の名称を一覧としたものである。

## 国家資格
- 【技術士法】
  - 技術士、技術士補
- 【消防法】
  - 危険物取扱者（甲種、乙種1類～乙種6類、丙種）
  - 消防設備士（甲種特類～甲種5類、乙種1類～乙種7類） - 第17条の3の3、第17条の5
- 【職業能力開発促進法】
  - 職業訓練指導員
  - 技能士
- 【教育職員免許法】
  - 高等学校教員（工業）（工業実習）
- 【放射性同位元素等による放射線障害の防止に関する法律】
  - 放射線取扱主任者
- 【核原料物質、核燃料物質及び原子炉の規制に関する法律】
  - 原子炉主任技術者
  - 核燃料取扱主任者
  - 原子力発電所運転責任者
- 【毒物及び劇物取締法】
  - 毒物劇物取扱責任者
- 【特定工場における公害防止組織の整備に関する法律】
  - 公害防止管理者
- 【悪臭防止法】
  - 臭気判定士
- 【火薬類取締法】
  - 火薬類保安責任者
- 【高圧ガス保安法】
  - 高圧ガス製造保安責任者
  - 高圧ガス販売主任者
  - 高圧ガス移動監視者
  - 特定高圧ガス取扱主任者
- 【液化石油ガスの保安の確保及び取引の適正化に関する法律】
  - 液化石油ガス設備士
  - 液化石油ガス業務主任者
- 【ガス事業法】
  - ガス主任技術者
- 【特定ガス消費機器の設置工事の監督に関する法律】
  - ガス消費機器設置工事監督者
- 【エネルギーの使用の合理化等に関する法律】
  - エネルギー管理士
  - エネルギー管理員
- 【計量法】
  - 計量士
  - 一般計量士
- 【海洋汚染等及び海上災害の防止に関する法律】
  - 油濁防止管理者
  - 有害液体汚染防止管理者
- 【武器等製造法】
  - 武器製造事業者
  - 猟銃等製造事業者
- 【情報処理の促進に関する法律】
  - エンベデッドシステムスペシャリスト
- 【労働安全衛生法】
  - アーク溶接作業者
  - エックス線等透過写真撮影者
  - エックス線作業主任者
  - ガス溶接作業者
  - ガス溶接作業主任者
  - ガンマ線透過写真撮影作業主任者
  - 金属アーク溶接等作業主任者
  - 作業主任者
  - 産業用ロボットへの教示等作業者
  - 産業用ロボットの検査等の作業者
  - 酸素欠乏危険作業者
  - 酸素欠乏・硫化水素危険作業者
  - 酸素欠乏危険作業主任者
  - 酸素欠乏・硫化水素危険作業主任者
  - 四アルキル鉛等作業主任者
  - 四アルキル鉛等取扱作業者
  - 玉掛作業者（技能講習修了者は吊上荷重1t以上、特別教育修了者は吊上荷重1t未満のクレーンのフックに掛けることができる）
  - 第一種圧力容器取扱作業主任者（普通、化学設備関係、特定）
  - 特定化学物質作業主任者
  - ボイラー技士（特級、1級、2級）
  - ボイラー整備士
  - ボイラー取扱者（小規模、小型）
  - ボイラー取扱作業主任者（伝熱面積500m²以上、伝熱面積25m²以上500m²未満、伝熱面積25m²未満、小規模）
  - ボイラー溶接士（特別、普通）
  - 有機溶剤作業主任者

## 公的資格
- 東京都公害防止管理者（東京都）
- 地下タンク等定期点検技術者（全国危険物安全協会）
- 移動貯蔵タンク定期点検技術者（全国危険物安全協会）
- 伝統工芸士（伝統的工芸品産業振興協会）

## 民間資格
- 冷凍空調技士（日本冷凍空調学会）
- 食品空調技士（日本冷凍空調学会）
- 機械設計技術者（日本機械設計工業会）
- 非破壊試験技術者（日本非破壊検査協会）
- 溶接構造物非破壊検査事業者の認定（日本溶接協会）
- 溶接技能者（日本溶接協会）
- 溶接作業指導者（日本溶接協会）
- 検査分析士（分析産業人ネット）
- 環境管理士（日本環境管理協会）
- 真空技術者（日本表面真空学会、日本真空工業会)
- 計算力学技術者認定試験（日本機械学会）
- 品質管理検定（QC検定）（日本規格協会）
- 統計検定（日本統計学会、統計質保証推進協会）